# Falsoparmena malaccensis
Falsoparmena malaccensis is een keversoort uit de familie boktorren (Cerambycidae). De wetenschappelijke naam van de soort is voor het eerst geldig gepubliceerd in 1943 door Breuning.